# セイタカシギ
セイタカシギ（丈高鷸、背高鷸、学名:Himantopus himantopus）は、チドリ目セイタカシギ科に分類される鳥類の一種。脚が非常に長く背が高いのが特徴。

## 分布
ヨーロッパ、アフリカ、アジア南部を中心に広く分布する。
日本では旅鳥または留鳥。かつて迷鳥としてまれに記録される程度であった。1975年に愛知県の干拓地で初めて日本国内での繁殖が確認された。埋立地が増えた1978年以降に、東京湾、伊勢湾、三河湾周辺でも繁殖が確認され留鳥として定住するようになった。現在は各地で生息が確認されており、東京湾付近の千葉県習志野市の谷津干潟などでは周年観察されている。2007年に葛西臨海公園野鳥園で3例の繁殖が確認されている。2009年6月に沖永良部島で1例の繁殖が確認されている。

## 形態
体長（嘴の先から尾羽までの長さ）は約37 cm、翼開長は約70 cm。脚の長さは付け根から指先まで約25 cm。脚は赤または桃色で、翼は灰色、首筋から腹部にかけては白色、爪楊枝のように真っ直ぐに細長い嘴は黒色、虹彩は赤色で、地味な鳥が多いシギ類の中でも目立つ体色で外観は特異。夏羽では頭頂部から後頭部にかけてが黒くなり、冬羽では白または灰色になる。雄は背面が光沢を帯びた黒色、雌は背面が褐色がかり、頭部は少々灰色がかる。幼鳥は上面が褐色で、頭部に褐色斑があり、羽縁が白い。若鳥は成鳥の雌に似ているが風切羽に褐色味があり脚の色がより淡い。頭部の羽色の黒模様は個体差が大きい。冬には羽色が夏よりも薄くなり、脚は夏の赤色から桃色になる。翼は羽黒く、初列風切羽が10枚、次列風切羽が15-18枚、3列風切羽が6枚、尾羽は12枚。細長い脚を真っ直ぐに伸ばして飛行する。

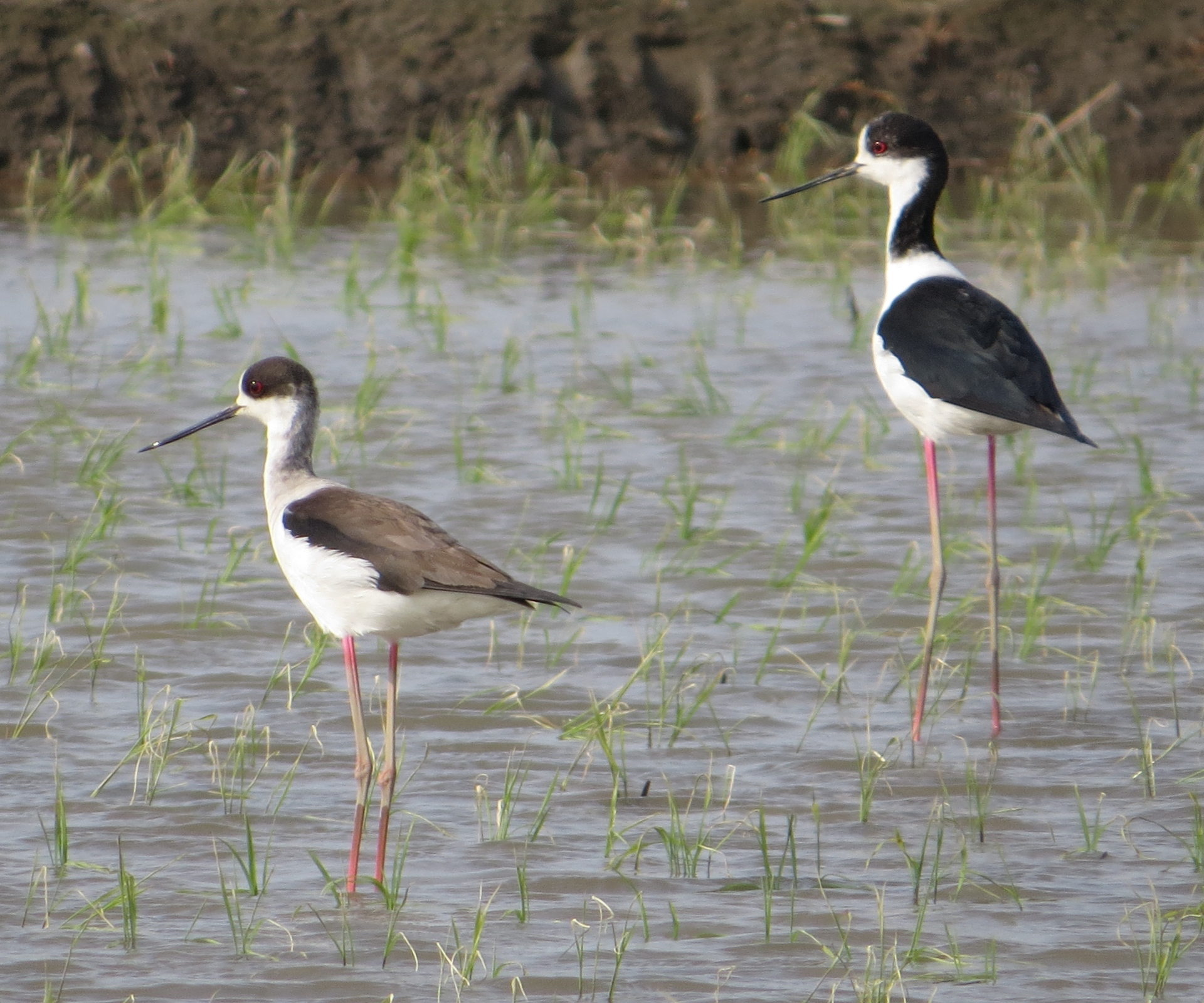
成鳥雌（左）と成鳥雄（右）
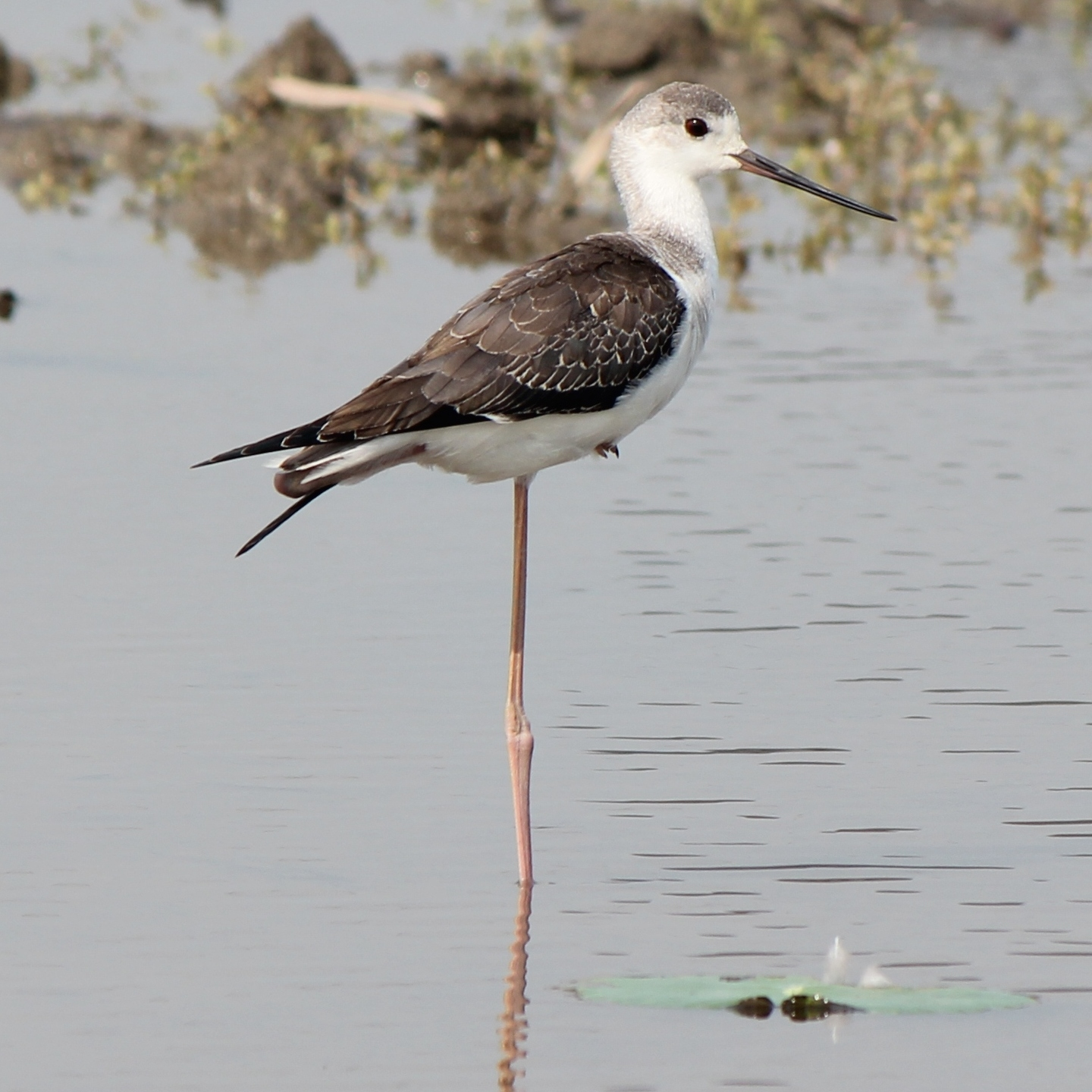
幼鳥の羽縁は白い
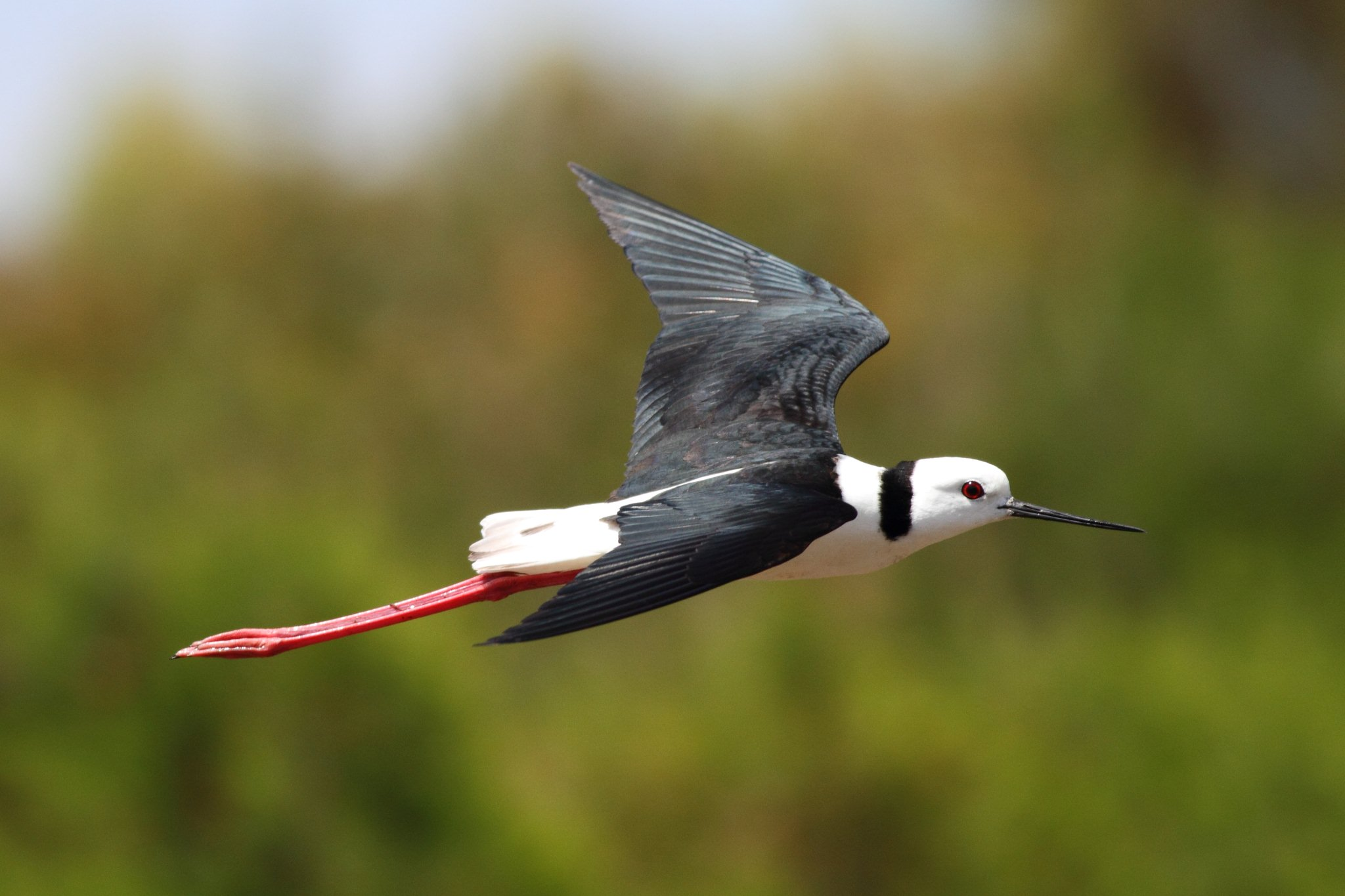
細長い脚を真っ直ぐに伸ばして飛行する

## 名前の由来
学名は「革ひものような脚の鳥」を意味する。和名は脚が長くて背が高いことに由来する。英名のBlack-winged Stiltは、「黒い翼」と細くて長い脚であることに因んだ「竹馬」を意味する。

## 生態
湿地、干潟、湖沼、河口、水田などに生息する。繁殖期は番いで生活し、縄張りを持つ。非繁殖期は小さな群れで生活し、番いを中心とした家族が集まって群れを形成する可能性がある。
食性は動物食。長い脚で水辺を歩き回り、嘴を水中に斜めに差し込み、昆虫、エビやカニなどの甲殻類、小魚、ゴカイなどを捕食する。脚が長いぶん、干潟などの浅瀬で競合するサギや他のシギ・チドリ類よりも深い場所にまで足を延ばすことができる。採食中に首に振りながら歩く。海水域で捕食した後には、淡水域で水浴びを行う。
日本での繁殖時期は4-6月で、水際の見通しのよい場所に枯れ草などを重ねて営巣し4卵を産む（地表にそのまま産むこともある）。抱卵は雌雄共同で行い、抱卵日数は26-27日。営巣地が気象の影響（水害など）をうけやすく、また外敵からの捕食も多いことから卵の孵化率は2割弱といわれている。
雛は早成性で、雛は孵化後すぐに巣の外に出て、自力で餌を探す。親鳥は雛を外敵から保護するが、給餌や餌のとり方の教授は行わない。雌の半分ほどは、育雛の途中で、雄と雛を残し繁殖地を離れてしまうが、その場合は残された雄が雛の世話を続ける。雛は孵化後26日程で飛べるようになる。

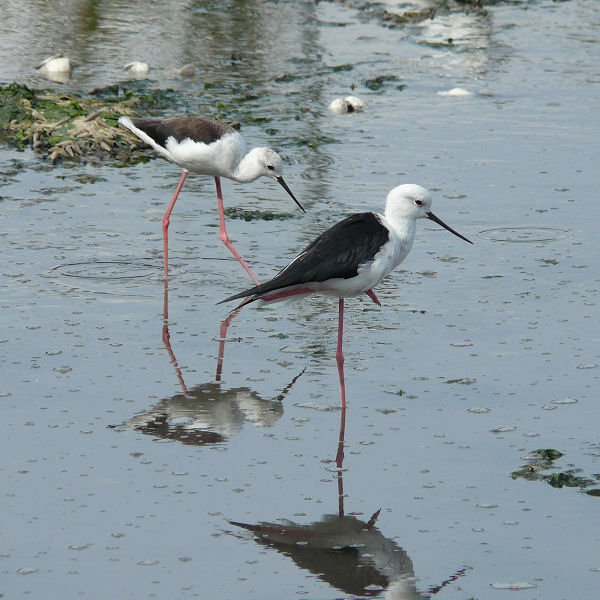
谷津干潟に住み着いているセイタカシギ（冬羽）。手前が雄、奥が雌。
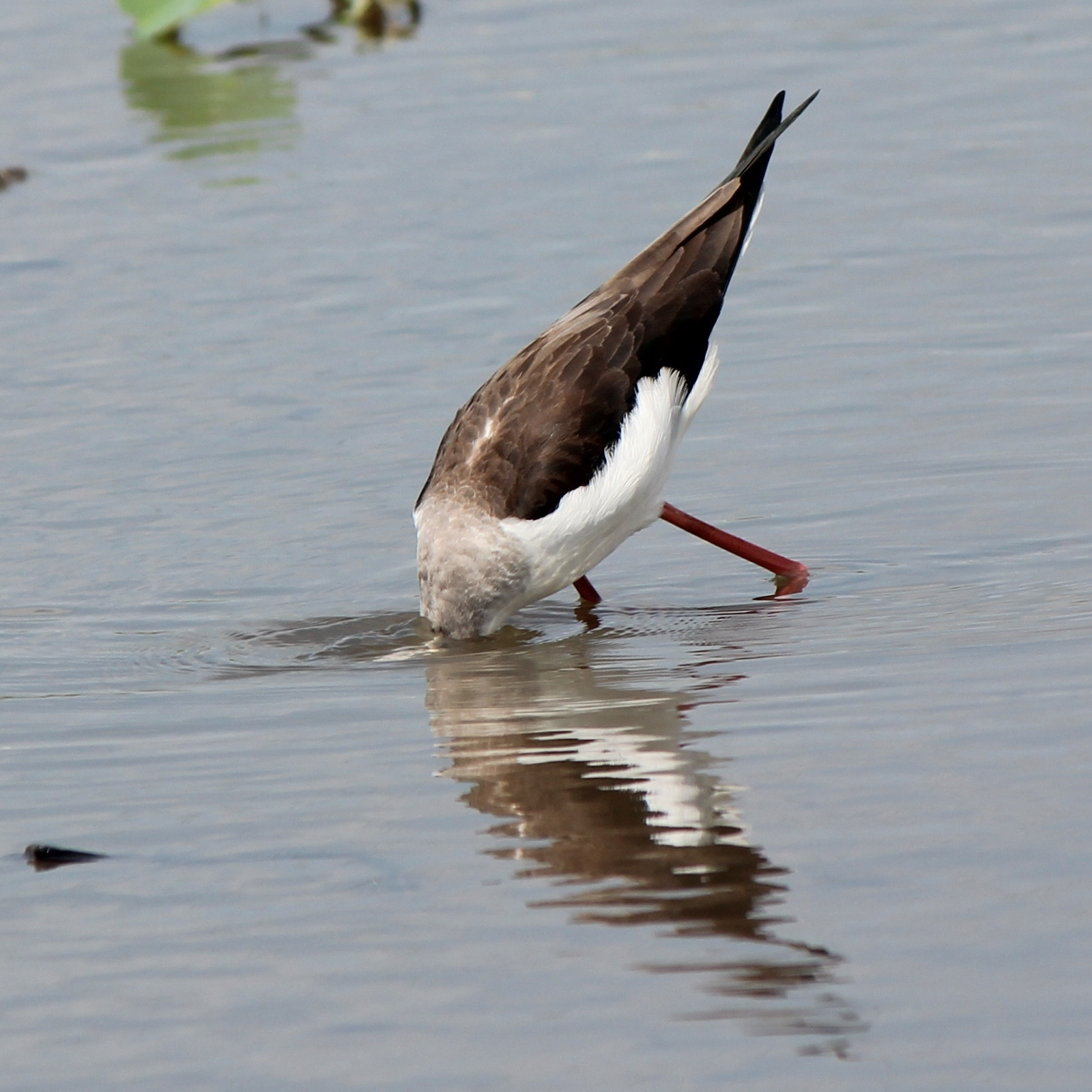
捕食中の様子
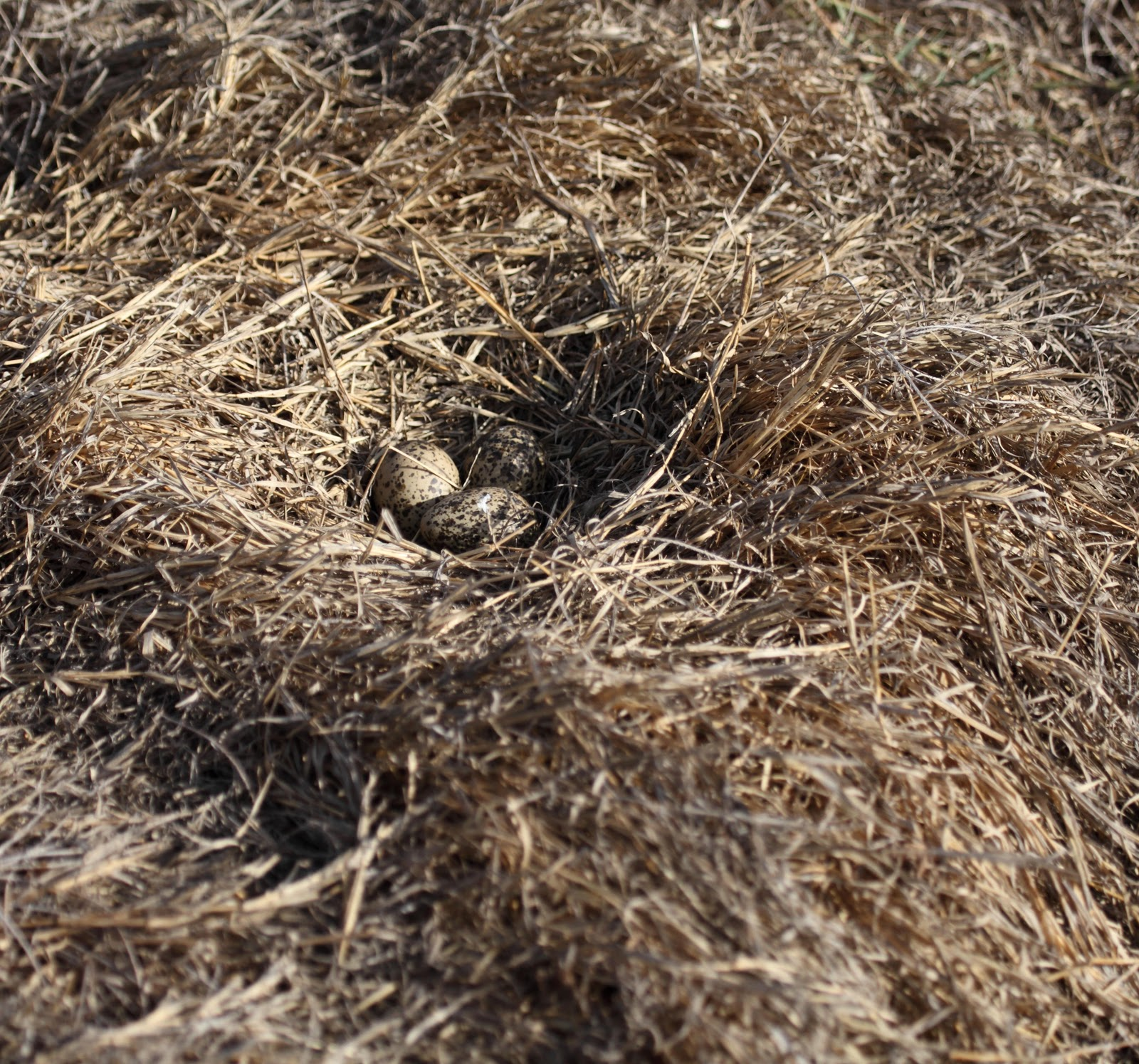
巣と卵
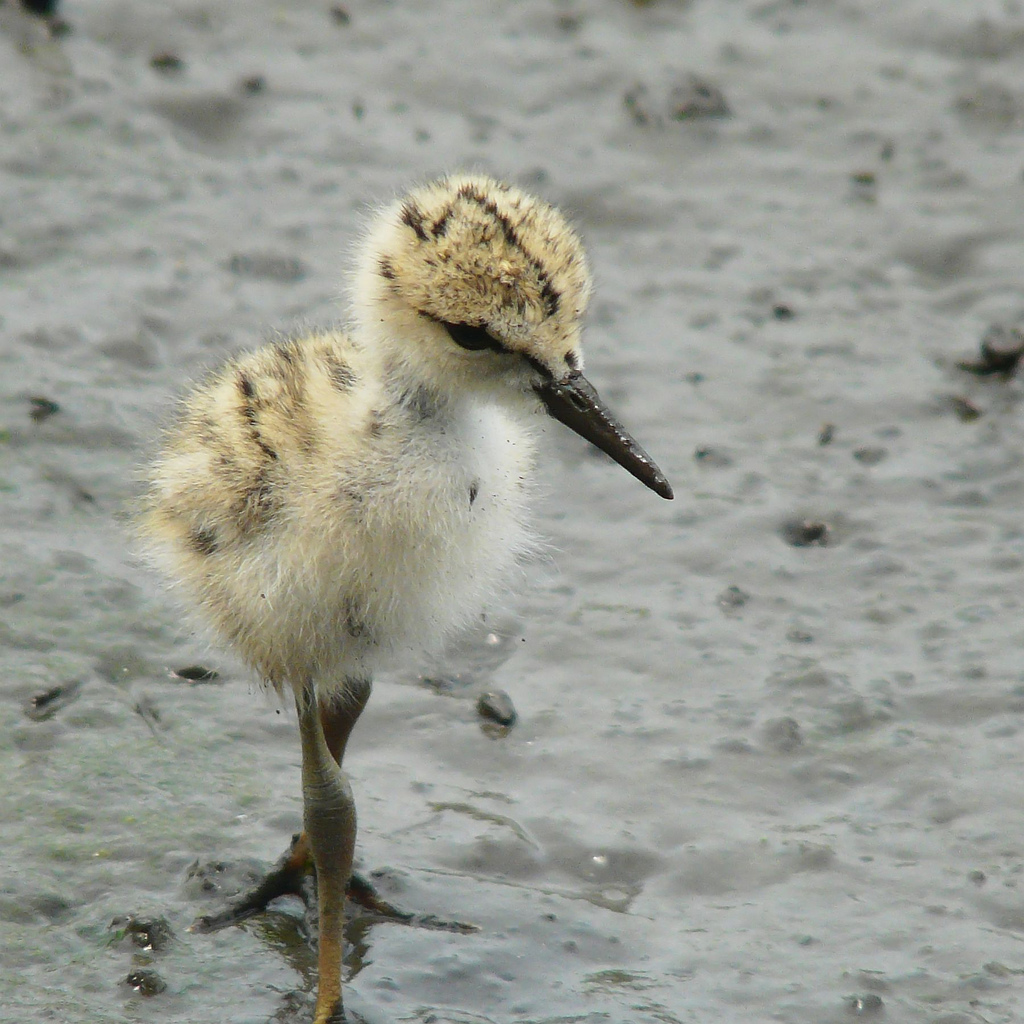
雛

### 鳴き声
鳴き声は「ビューイッ」、繁殖期や警戒時には高く鋭い声で「ケレッ、ケレッ、ケレッ」、飛び立つ時には澄んだ細い声で「ピピッ」。
- 鳴き声[ヘルプ/ファイル] - 中国北戴河で採音。
- 鳴き声[ヘルプ/ファイル] - 中国北戴河で採音。

## 分類

### セイタカシギ属
セイタカシギ属（セイタカシギぞく、学名：Himantopus Brisson, 1760 ）はチドリ目セイタクシギ科の一属。以下の種に分類されている。セイタカシギの亜種として分類されていたものが、独立種に分離されている。クロセイタカシギを除いた種は腹部の白と背面の黒ないし灰色は共通するが、頭部などに外見上の違いがある。クロセイタカシギは全体に黒く他の種と色柄が大きく異なる。
セイタカシギ
学名：H. himantopus (Linnaeus, 1758)、英名:Black-winged Stilt
ヨーロッパ、アフリカ、アジア南部を中心に広く分布する。日本で見られるものは多くが本種またはオーストラリアセイタカシギである。
オーストラリアセイタカシギ
学名：H. leucocephalus Gould, 1837、英名:White-headed Stilt
オーストラリアに広く分布する。頭部の白色部分が広いのが特徴。
クロエリセイタカシギ
学名：H. mexicanus (Statius Müller, 1776)、英名:Black-necked Stilt
アメリカ南部と西部からペルーとブラジル東部にかけて分布する。頭部が黒く、眼の周りが白いのが特徴。ハワイ諸島には亜種（H. mexicanus knudseni Stejneger, 1887 ）が分布し、希少種で絶滅が危惧されている。亜種（H. mexicanus. mexicanus (Statius Müller, 1776) ）と比較して、より黒い部分が広いのが特徴。2001年に故意に放鳥された個体が京都府、大阪府、奈良県で確認され、日本で外来種とされている。
ナンベイセイタカシギ
学名：H. melanurus Vieillot, 1817、英名:White-backed Stilt
クロエリセイタカシギより大きく、頭頂が白い。ペルーとブラジル北部からアルゼンチン中南部にかけて分布する。
クロセイタカシギ
学名：H. novaezelandiae Gould, 1841、英名:Black Stilt
ニュージーランドに分布する。全体が黒い。

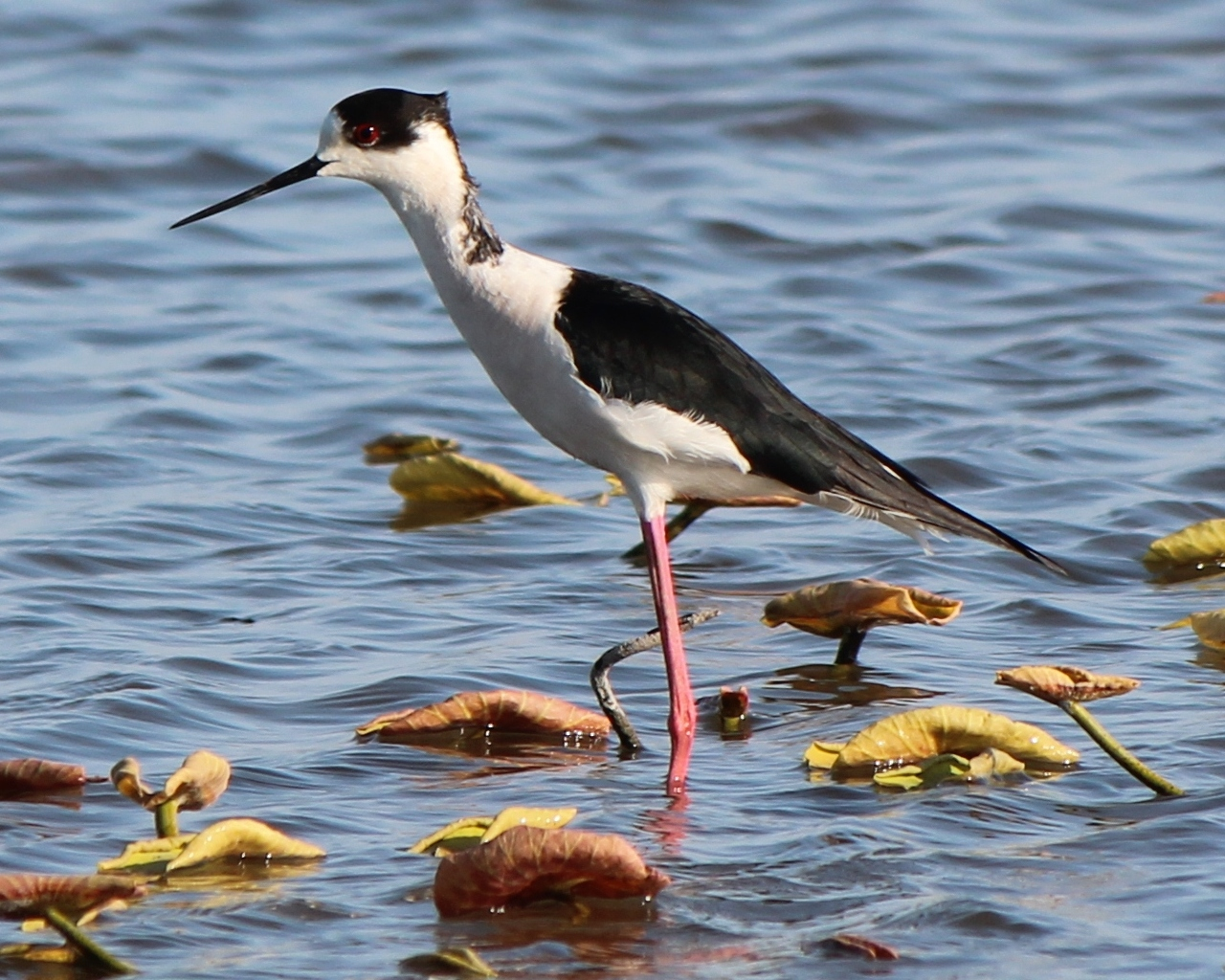
H. himantopus セイタカシギ
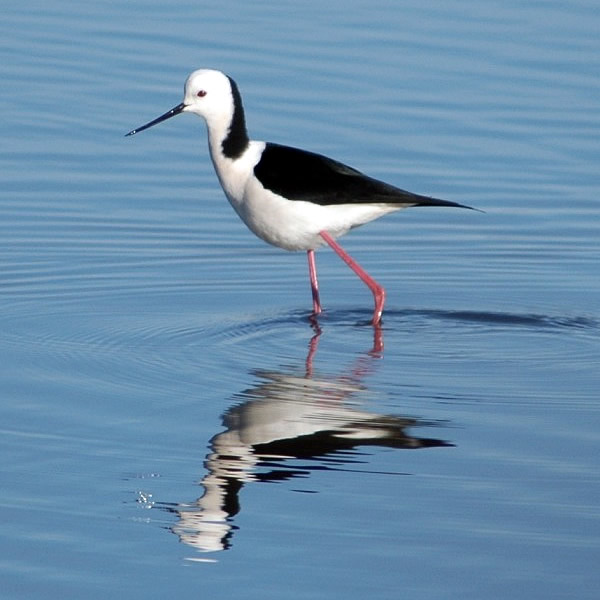
H. leucocephalus オーストラリアセイタカシギ
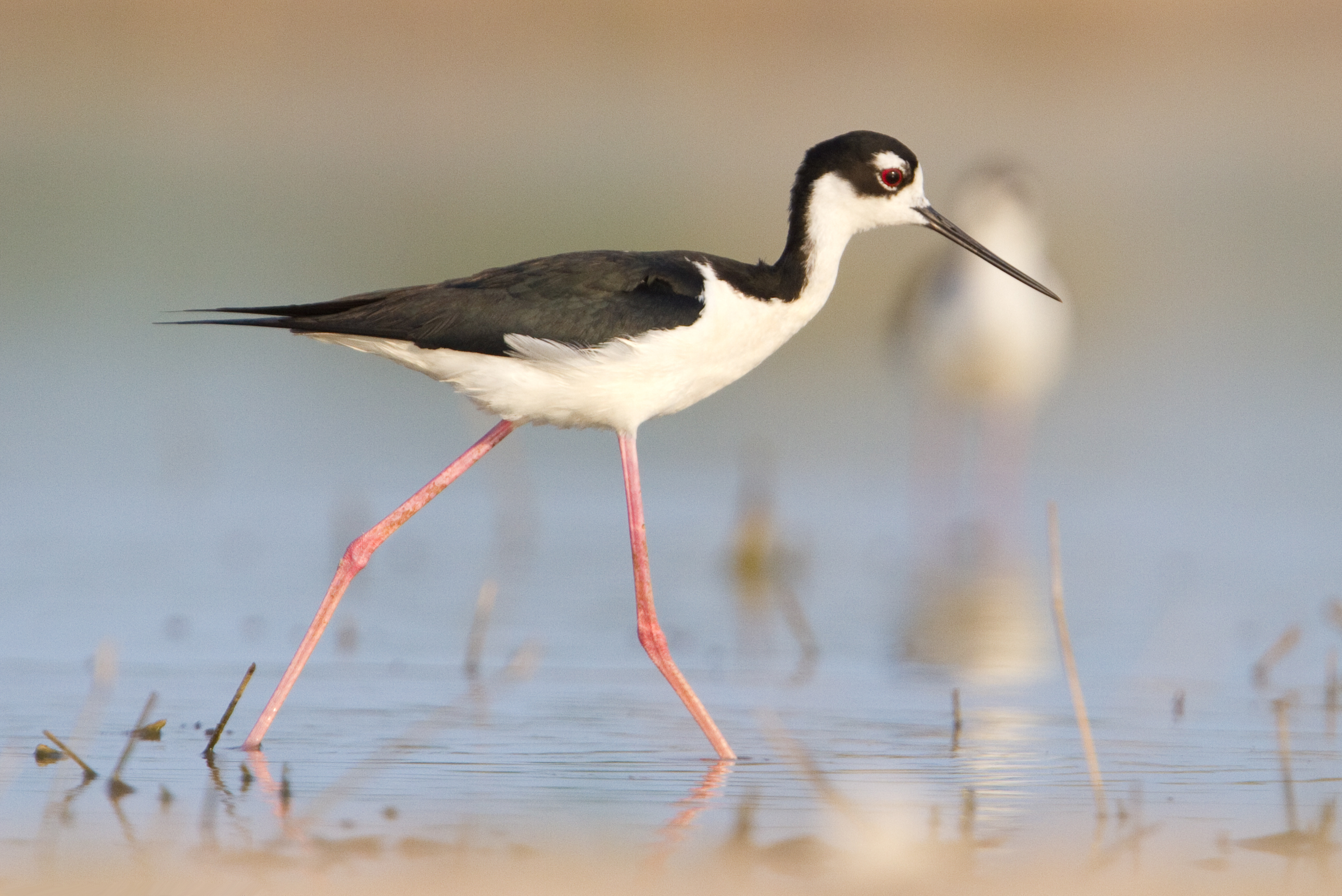
H. mexicanus クロエリセイタカシギ
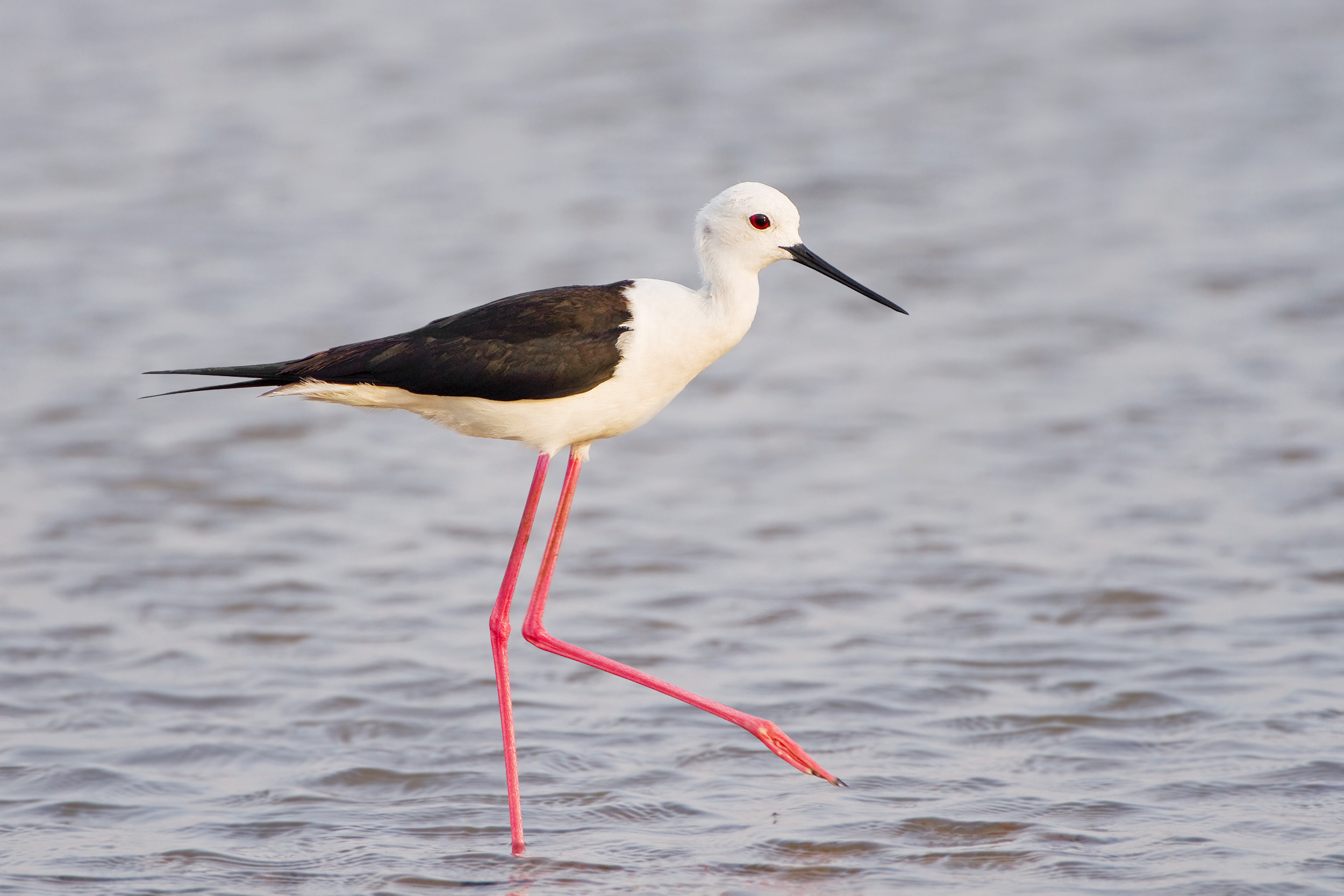
H. melanurus ナンベイセイタカシギ
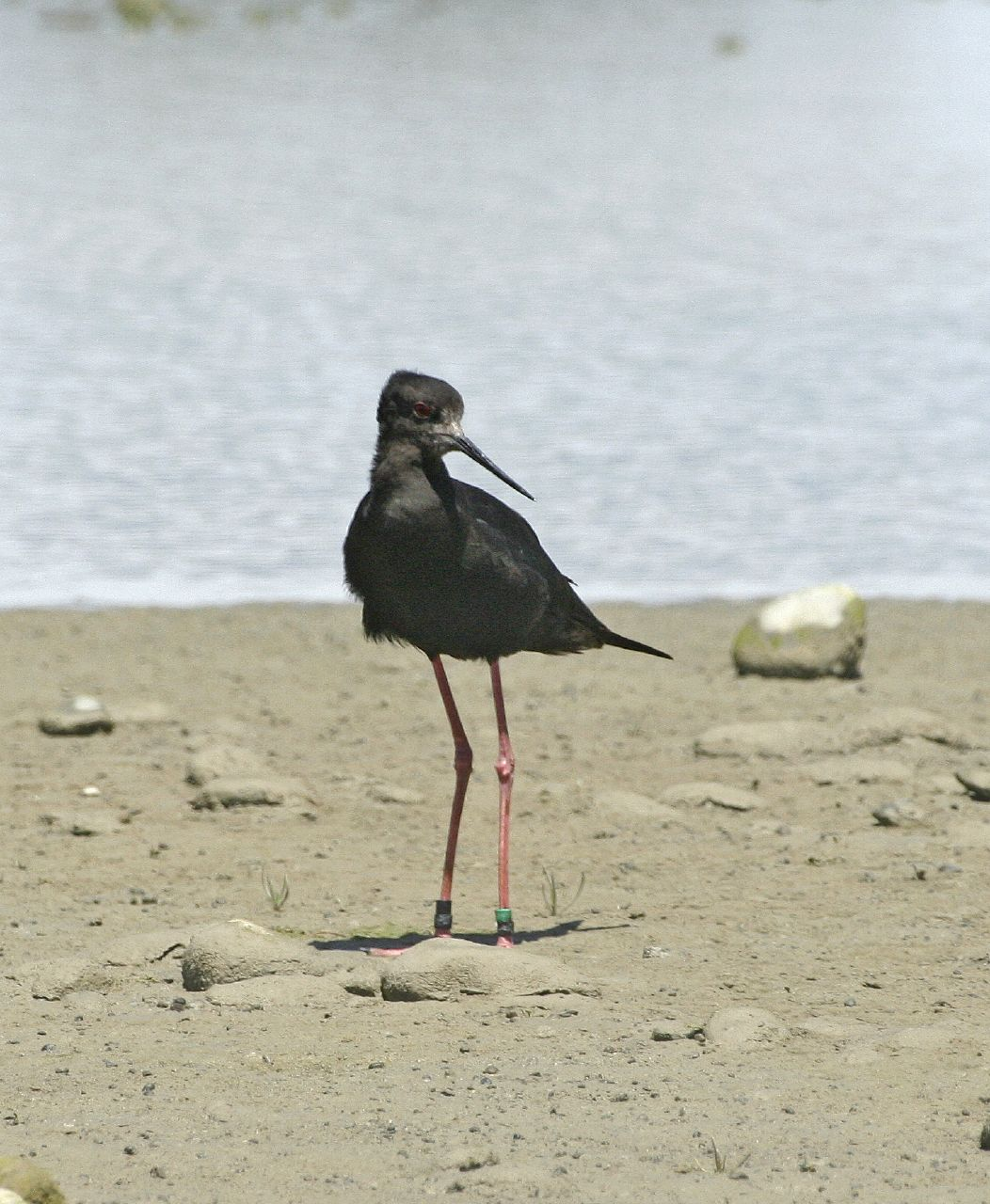
H. novaezelandiae クロセイタカシギ

## 種の保全状況評価
国際自然保護連合（IUCN）により、2004年からレッドリストの軽度懸念（LC）の指定を受けている。総個体数は450,000-780,000と推定されていて、個体数は増加傾向にある。日中渡り鳥保護協定指定種。
日本では環境省によりレッドリストの絶滅危惧II類（VU）の指定を受けている。
絶滅危惧II類 (VU)（環境省レッドリスト）
また以下の都道府県でレッドリストの指定を受けている。奈良県などで定着が確認されている外来種のクロエリセイタカシギとの交雑が危惧されている。
- 絶滅危惧IA類（CR）- 長崎県
  - 最重要保護生物（A） - 千葉県[注釈 4][20]
- 絶滅危惧I類（CRまたはEN） - 福井県[21]、香川県[22]
- 絶滅危惧IB類（EN）- 東京都、山口県[23]、愛媛県[24]、大分県[25]
- 絶滅危惧II類（VU） - 愛知県[26]、徳島県[27][28]、鹿児島県、沖縄県
  - 重要希少野生生物（Bランク） - 青森県[注釈 5][16]
  - Bランク - 兵庫県[注釈 6]
- 準絶滅危惧（NT） - 新潟県[29]、静岡県、京都府[30]、島根県[31]、岡山県[32]、高知県、宮崎県
  - 希少種 - 北海道[注釈 7][33]、茨城県[注釈 8]
- 情報不足（DD） - 岩手県、三重県[34]
- その他
  - 希少（D） - 福島県
  - 希少種 - 滋賀県